# Jean-Herbert Austin
Jean-Herbert Austin (Port-au-Prince, 1950. február 23. – ) haiti válogatott labdarúgó.

## Pályafutása

### Klubcsapatban
A New York Egyetem hallgatójaként kezdte pályafutását, ahol háromszor is beválasztották New York állam All-Star csapatába. 1974-ben a Violette AC csapatában játszott. 1998-ban a New York-i sportoló hírességek csarnokának a tagja lett.

### A válogatottban
A haiti válogatott tagjaként részt vett az 1974-es világbajnokságon, de nem lépett pályára egyetlen mérkőzésen sem.